# Jan Miel
Jan Miel (Beveren-Waas, 1599 - Torí, 1663) va ser un pintor i gravador flamenc que va estar actiu en Itàlia.
Inicialment va formar part del cercle de pintors de gènere neerlandesos i flamencs a Roma, anomenat «Bamboccianti», i que eren coneguts per les seves escenes que representaven les classes baixes a Roma. Més tard va desenvolupar lluny de l'estil Bamboccianti i va pintar temes d'història en un estil classicista.
Va col·laborar amb molts artistes en Roma i va treballar en l'última part de la seva carrera a Torí com el pintor de cambra de Carles Manuel II, Duc de Savoia.

## La seva vida

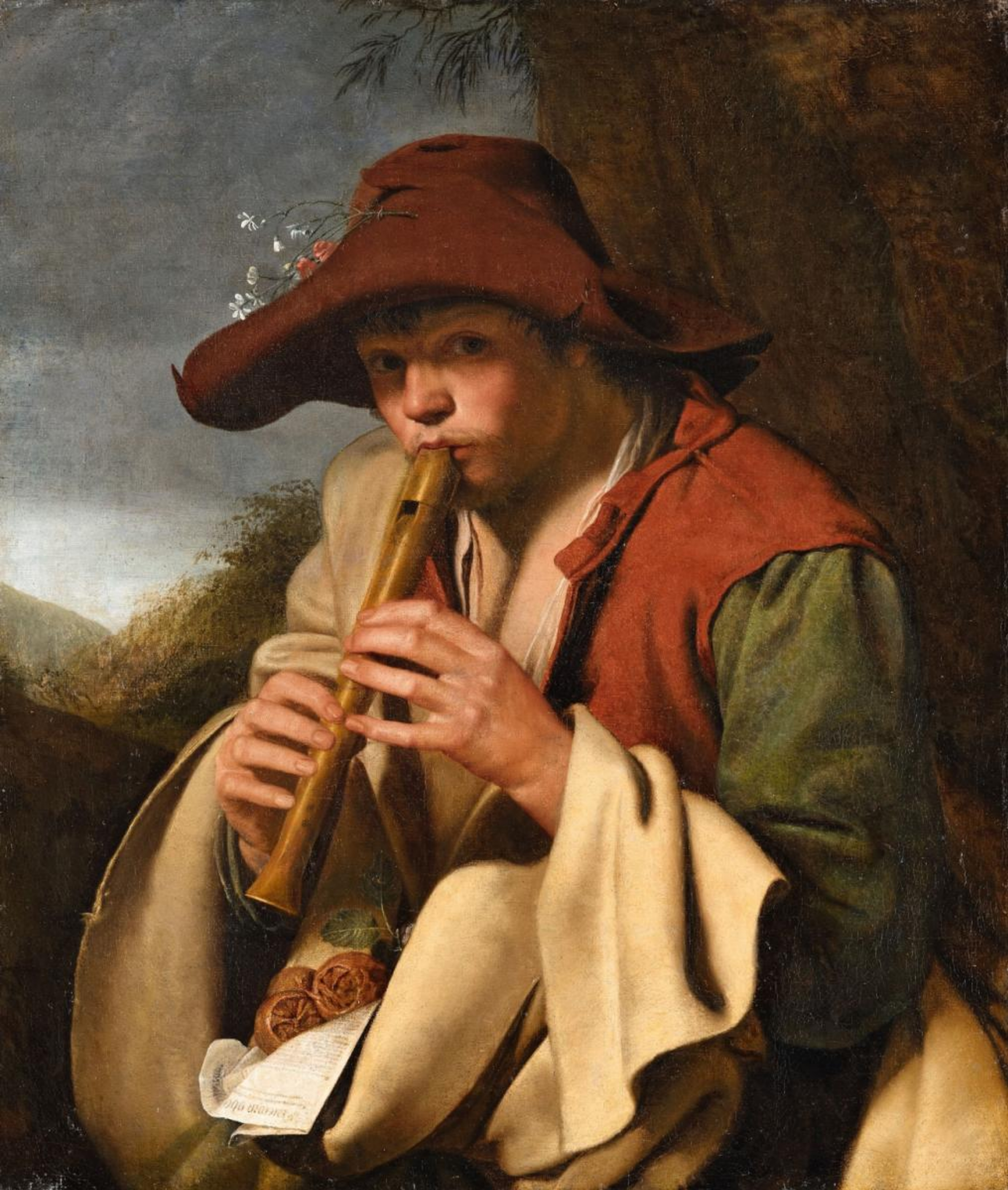
Noi tocant una flauta

Jan Miel va néixer probablement a Beveren-Waas, però també s'han suggerit com a possibles llocs de naixement Anvers i 's-Hertogenbosch. No hi ha informació sobre la seva formació, però se suposa que va tenir lloc a Anvers. Un biògraf italià del segle xvii, Giovanni Battista Passeri, es refereix a una formació d'Anthony Van Dyck en Flandes, però no hi ha evidència independent per a aquesta declaració.
L'estada de Miel a Roma en el període de 1636 a 1658 està documentada, però és possible que ja hi era des 1633. A Roma es va convertir en membre de la Bentvueghels, una associació d'artistes, principalment holandesos i flamencs que treballaven a Roma. Era costum entre els Bentvueghels d'adoptar un sobrenom atractiu, l'anomenat «nom doblegat». Per Miel es documenten dos sobrenoms diferents: Bieco (que significa borni en italià) i Honingh-Bie (que significa abella de la mel en neerlandès), i d'on va derivar el cognom «Miele» (que significa mel en italià) pel qual era conegut en Itàlia.
A Roma també es va vincular al cercle de pintors de gènere, i el seu treball va ser influenciat pel pintor de gènere neerlandès Pieter van Laer, que eren coneguts com a Bamboccianti. El Bamboccianti eren principalment artistes neerlandesos i flamencs que treballaven en Roma, i que majoritàriament produïen petites pintures de gabinet o impressions de la vida quotidiana de les classes baixes a Roma i del camp circumdant. Jan Miel va ser una força vital en el desenvolupament d'aquesta nova tradició a Roma.
Miel es va convertir en 1648 en el primer artista neerlandès que va ser admès en l'Accademia di San Luca, una associació de prestigi dels principals artistes a Roma. Està documentada una estada de Miel al nord d'Itàlia al voltant de 1654. Des 1658 fins a la seva mort va residir a Torí, on va ser nomenat pintor de cambra de Carles Manuel II, el Duc de Savoia.

## El seu treball

### En general
Les primeres pintures de Miel daten a partir de la dècada de 1630 i ja mostren la influència de Pieter van Laer i la Bamboccianti en què representen subjectes de classe baixa que es dediquen a les seves activitats normals o en el joc. Els temes populars inclouen jugadors de morra, jugadors, balls populars, xarlatans, barbers, sabaters, músics i actors itinerants. Els exemples dels seus primers treballs en aquest gènere inclouen Els jugadors de bols (Museu del Louvre) i El sabater (Museu de Belles Arts i d 'Arqueologia de Besançon), tots dos produïts en 1633. En aquest període ell va tornar a elaborar i copiar pintures de van Laer.

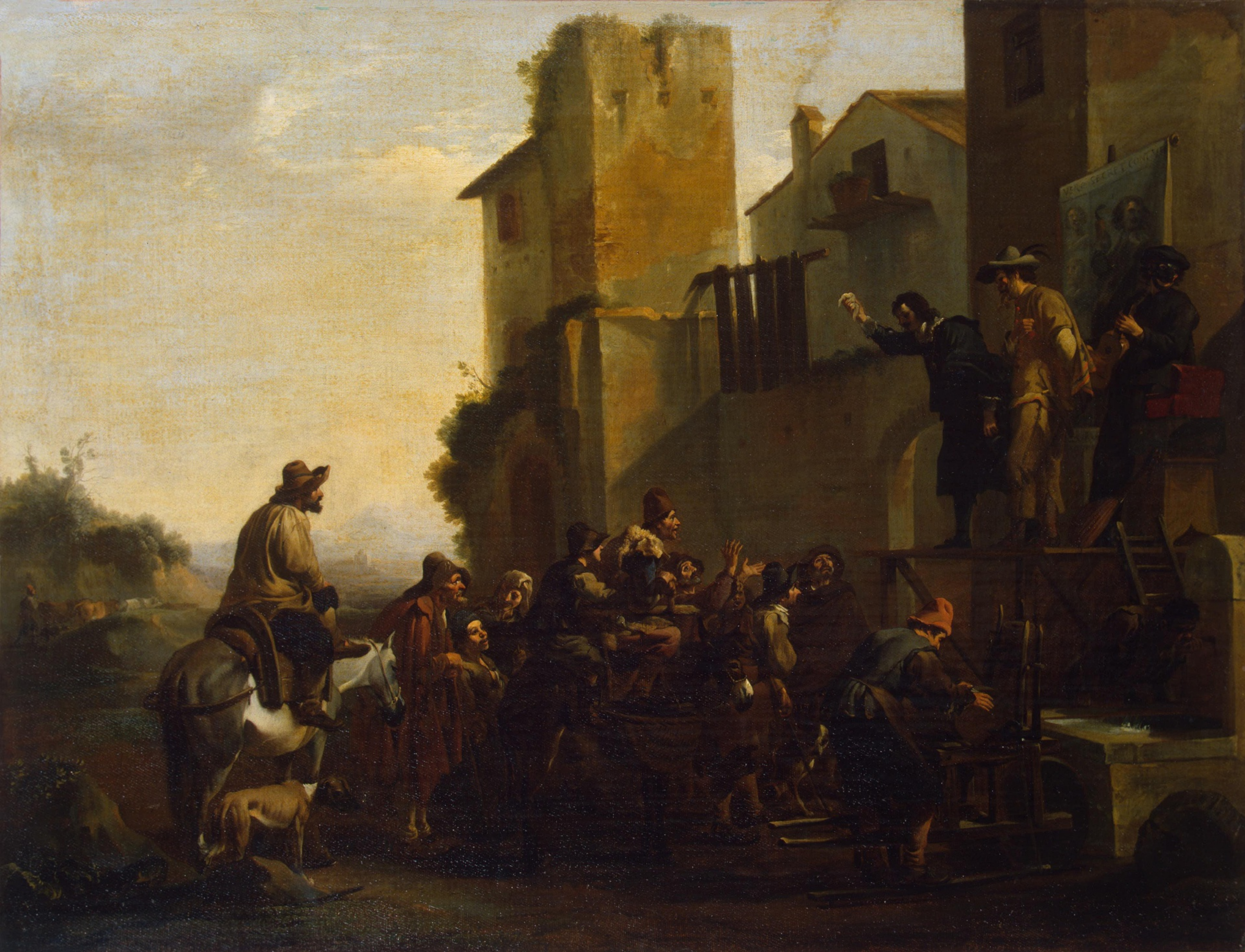
Charlatan

Un exemple d'una obra d'aquest estil anomenat bambocciate és el Charlatan (Museu de l'Ermitage, 1650). La composició representa a un home de medicina itinerant amb els seus ajudants, que està mostrant una poció per a un públic crèdul. L'alta plataforma, sobre la qual es col·loquen els personatges principals, hi ha un cartell que està escrit VERO SECRETA CONT ... (Una veritable cura per ...). El tema dels xarlatans era comú en la pintura del segle xvii i va aparèixer també en obres de Adriaen Brouwer, Jan Steen i Karel Dujardin. Els personatges principals de la pintura de l'Hermitage es mostren amb la disfressa de personatges de la commedia dell'arte. El xarlatà porta la màscara i el vestit d'Il Dottore mentre que la figura amb la guitarra porta el vestit d'un Zanni (criat esbojarrat). L'ús de caràcters de la commedia dell'arte també es pot trobar en altres obres de Jan Mel, incloent el Carnaval a Roma (Museu del Prado, 1653) i l'Assaig dels actors (col·lecció Zingone, Roma).

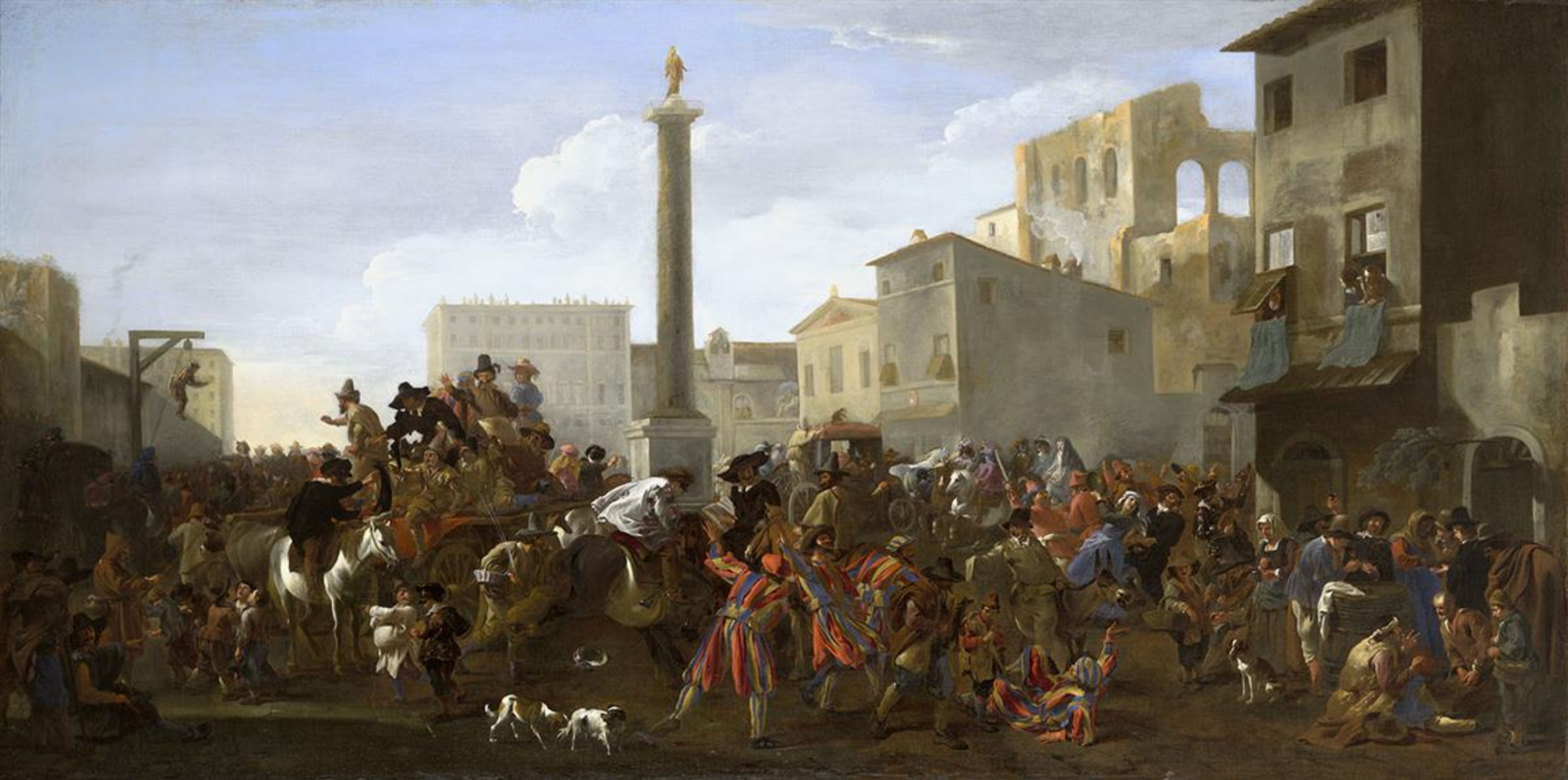
Carnaval en la Piazza Colonna (Roma), 1645

Durant els anys 1640 i 1650 Miel va començar, igual que Michelangelo Cerquozzi, per ampliar l'abast de les pintures bambocciate prestant menys atenció al paisatge circumdant i en el seu lloc posant l'accent en els aspectes anecdòtics de la ciutat i la vida al camp. Aquestes obres es van utilitzar en diverses ocasions com a model pel Bamboccianti en la segona meitat del segle i pels pintors de gènere que treballaven a Roma durant el segle xviii. La contribució més original de Miel a la pintura de gènere són les seves pintures d'escenes de carnaval. Un exemple és el Carnaval a la Piazza Colonna (Wadsworth Atheneum, 1645). La pintura dona una poderosa representació de la tensió del carnaval. Com és comú en les composicions bambocciate de Miel, les persones nobles i les vulgars apareixen a la mateixa escena: l'estàtua de Sant Pol sobre d'una columna grega està envoltada per la noblesa romana amb vestits de luxe i muntada a cavall, mentre que la gent vulgar es presenten com la gresca: captaires, murris i venedors ambulants. També està present un grup de la comèdia dell'arte. En la pintura, els actors es fan passar com a figures de tots els estrats de la societat. La festa té lloc el dimarts de Carnaval, l'últim dia del carnaval. Merrymaking ha arribat al seu punt màxim i en el fons d'hivern penja en efígie.

### Col·laboracions amb altres artistes
Sovint, Miel va col·laborar amb altres artistes com era costum en l'època. Va pintar els elements de les vedute (paisatges urbans o altres vistes) per a Viviano Codazzi i Alessandro Salucci, i els paisatges de Gaspard Dughet i Angeluccio.

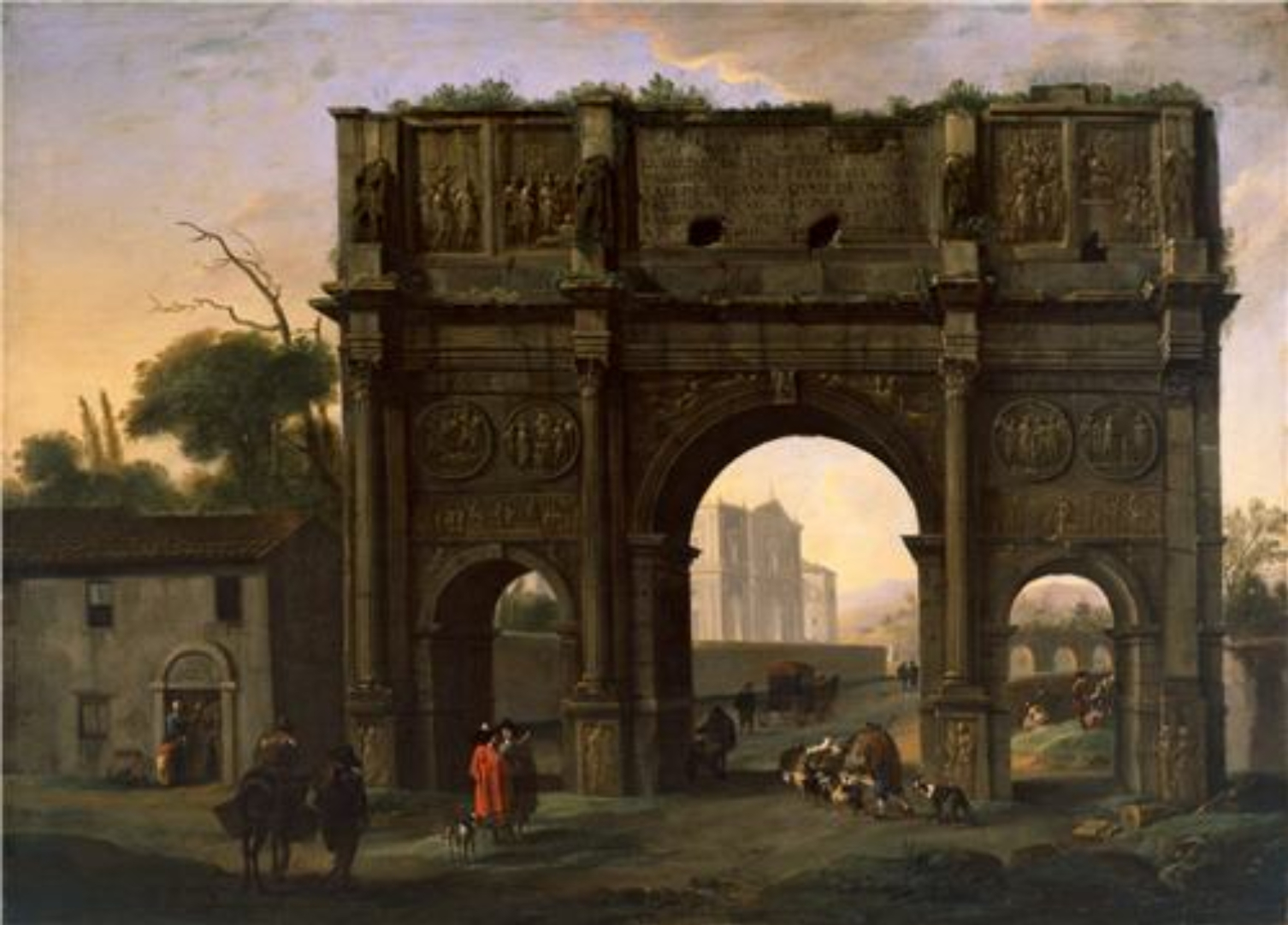
L'arc de Constantí, amb Alessandro Salucci

En particular, Jan Miel va treballar estretament amb Alessandro Salucci, un important innovador de la pintura veduta que va produir molts capritxos, que incorpora sovint antics monuments romans en entorns imaginaris. La col·laboració entre els dos artistes es va iniciar en 1635 i va acabar quan Miel va sortir de Roma per anar a Torí en 1658 per treballar en la cort de Carles Manuel II, duc de Savoia. L'únic exemple datat de la col·laboració dels dos artistes és un port imaginari (Museu d'Art de Cincinnati), amb data de 1656.
Miel va destacar en les representacions d'històries en grans espais oberts en dels paisatges o vistes pintades per Salucci. Sovint, Miel sovint inclou diverses escenes anecdòtiques en una sola obra. Això és evident en Un caprici arquitectònic amb un pòrtic jònic, una font, una galeria de dos pisos, un palau gòtic i figures en un moll] (Christie, Sala 1708, Lot 56), on una elegant parella a la part inferior esquerra de l'escala del pòrtic estan actuant per separat de les figures en el pou al costat d'ells, mentre que les últimes figures, al seu torn, són alienes als jugadors de cartes situats més enrere. En general, les figures de Miel eren els agricultors, els captaires, els jugadors de morra, gerents i porters sovint barrejats amb els homes i dones elegantment vestits, que van proporcionar un ric gust de la vida quotidiana romana amb l'entorn arquitectònic creat per Salucci.

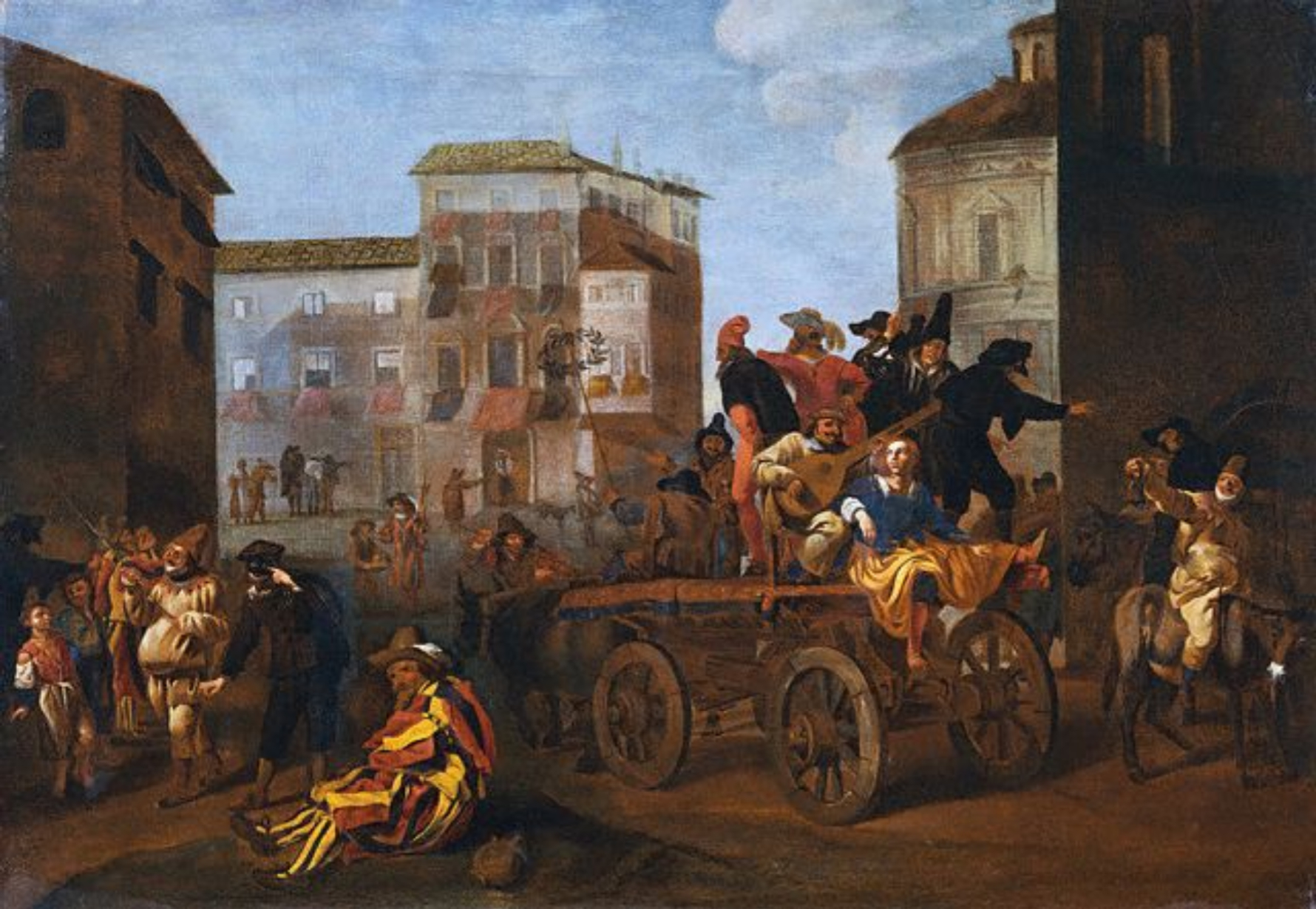
Actors de la commedia dell'arte en un carro en una plaça de la ciutat

Existeix evidència que en 1641, Jan Miel va ser documentat en l'estudi d'Andrea Sacchi. Aquesta col·laboració és bastant excepcional, ja Sacchi va ser un important crític de l'estil Bambocciante dels quals Miel era un representant important. Aquesta estada al taller de Sacchi pot haver estat decisiu en l'evolució de l'artista cap a la «gran maniera» de la pintura de Miel. Miel va treballar amb Andrea Sacchi en el quadre Urbà VIII visita a l'Església del Gesù (Galleria Barberini, Roma, 1641). Es creu que Sacchi només va executar una petita porció de la pintura i que Jan Miel va executar les figures del primer pla després de dibuixos de Sacchi.
Vells catàlegs de subhastes esmenten que Miel va contribuir en els personatges dels paisatges de Claude Lorrain durant la seva estada a Roma, però no ha estat possible atribuir les figures humanes de Lorrain en les obres de Lorrain.

### Evolució posterior
Cap a 1650 va començar a pintar menys bambocciate i es va concentrar en les pintures religioses de les esglésies romanes dutes a terme en un format gran. Hi ha una sèrie d'obres de la dècada de 1650 en aquest estil més digne, com un retaule de La Mare de Déu i el Nen amb els Sants a la catedral de Santa Maria della Scala en Chieri que data de 1651. Al mateix temps, Miel també va crear petites pintures amb temes religiosos. Aquests treballs van ser encarregats pels clients eminents de Roma, com la família Barberini. El seu treball també va mostrar una tendència cap al classicisme com ho demostra el seu Dido i Enees (Museu de Belles Arts de Cambrai).
Després de traslladar-se a Torí en 1658 va decorar el pavelló de caça reial en Venaria Reale amb escenes de caça a gran escala (parts de les quals s'han perdut). Va pintar cada vegada més quadres d'història que demostren una intensificació de les tendències clàssiques ja presents en les pintures religioses de la dècada de 1650. Miel també va començar a estudiar i copiar les obres de Raffaello Sanzio i Annibale Carracci, tal com ho havia copiat les obres de Pieter van Laer al començament de la seva carrera

### Il·lustracions
Miel era també un gravador expert. Ell va dissenyar la portada per «La povertà contenta» (Roma, 1650), de Daniello Bartoli, i les il·lustracions per a «De bello belgico» (Roma, 1647), de Famiano Strada.